# Шомье, Жозеф
Жозеф Шомье (фр. Joseph Chaumié; 16 марта 1849, Ажен, департамент Ло и Гаронна, Франция — 18 июля 1919, Клермон-Дессу, департамент Ло и Гаронна, Франция) — французский государственный деятель, министр национального образования (1902—1905) и юстиции (1905—1906) Франции.

## Биография
Родился в семье со скромным достатком. Изучал право в Сорбонне, считался талантливым студентом, однако по окончании обучения не смог получить разрешение заниматься адвокатской практикой во французской столице — вероятно, из-за полицейских отчётов, в которых он описывался как революционер. В итоге после окончания университета он был вынужден вернуться в родной город и открыть там адвокатскую контору.
В 1886 году был избран в городской совет Ажена, в 1896 году — мэром города, оставался на этом посту до 1900 года; в 1897 году был избран, а в 1906 году — переизбран сенатором от департамента Ло и Гаронна (сенатором был до конца жизни); принадлежал к левым республиканцам, взгляды которых разделял и после начала их преследования с 16 мая 1877 года. Вместе с Вальдеком-Руссо выступил основателем Демократического Республиканского союза и стал его вице-председателем, впоследствии его взгляды становились всё более левыми, особенно под влиянием дела Дрейфуса.
В правительстве Эмиля Комба в 1902—1905 годах занимал пост министра образования и культуры, в правительствах Мориса Рувье в 1905—1906 годах был министром юстиции. В этот период занимался также курированием интеграции сотрудников Высшей нормальной школы в Парижский университет. После ухода из правительства был известен своей полемикой с владельцем газеты Le Matin Морисом Буно-Варийя, обвинившим его в «кумовстве и фаворитизме». Шомье заявил, что нападки на него связаны с его нежеланием предоставлять этой газете документы по делу Дрейфуса, и подал в 1908 году встречный иск, обвинив Буно в клевете и в итоге выиграв дело. Однако этот процесс несколько подорвал его здоровье, и после него он не был так активен в сенате, как прежде.
На министерских постах осуществил в 1904 году реформу среднего образования, а затем — системы мировых судов. Также выступал за отделение церкви от государства, оказал значительное влияние на принятие соответствующего закона в 1905 году, сыгравшую важную роль в истории развития французского образования. Считается, что именно он первым ввёл в употребление термин «Дело Дрейфуса».
Его сыновья Жак, Пьер и Мануэль также занялись политикой и были сенаторами от департамента Ло и Гаронна.